# Suplacu de Tinca, Bihor
Suplacu de Tinca este un sat în comuna Căpâlna din județul Bihor, Crișana, România.

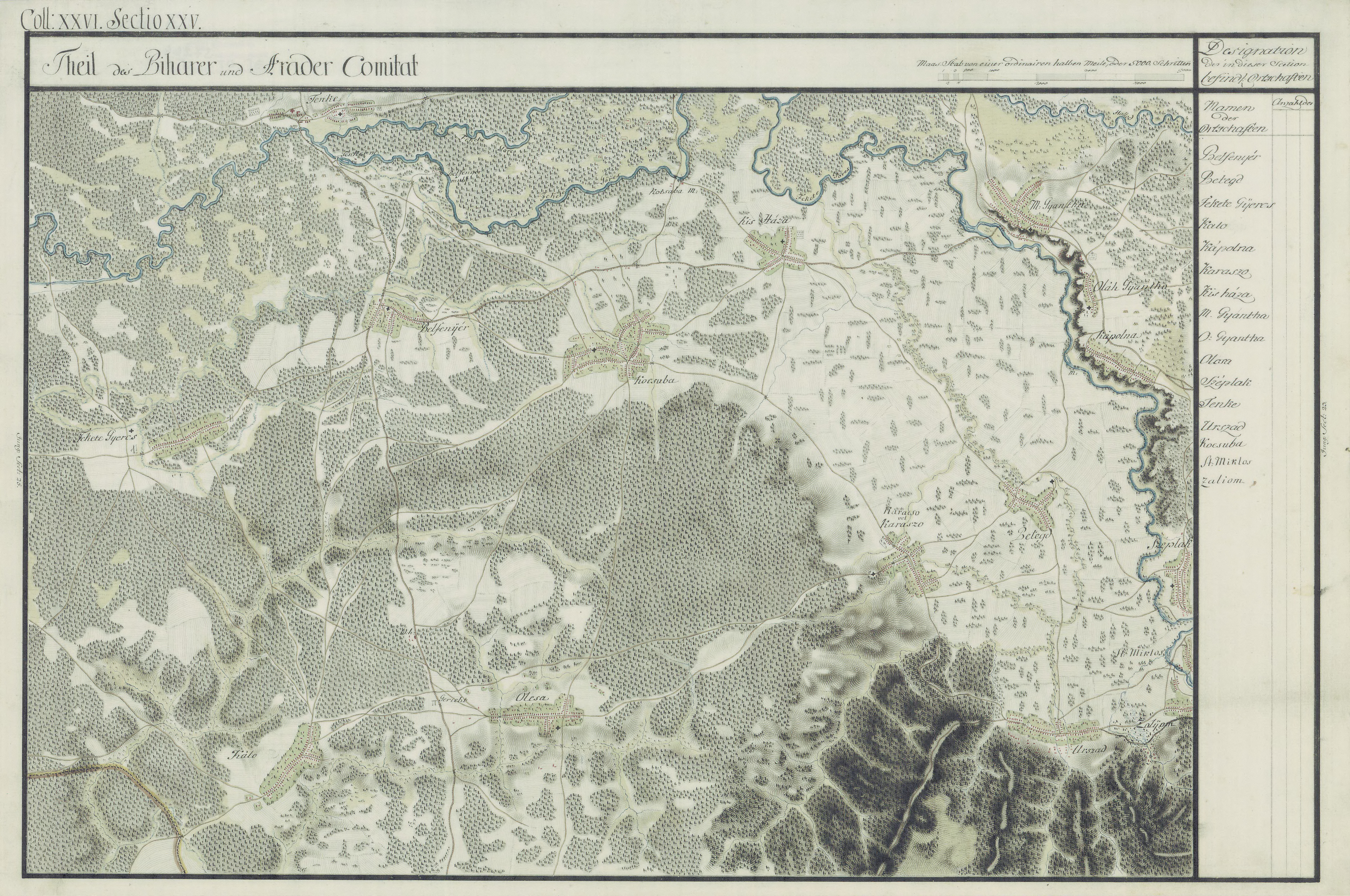
Suplacu de Tinca în Harta Iozefină a Comitatului Bihor, 1782-85

 Acest articol despre o localitate din județul Bihor este deocamdată un ciot. Puteți ajuta Wikipedia prin completarea lui.